# تشارلز س. شريدر
تشارلز س. شريدر (بالإنجليزية: Charles C. Schrader)‏ هو لاعب كرة قدم أمريكية أمريكي، ولد في 20 يوليو 1893 في فيلادلفيا في الولايات المتحدة، وتوفي في 16 نوفمبر 1967 في هرشي في الولايات المتحدة.